# 1900년 하계 올림픽 수영 남자 잠영
1900년 하계 올림픽 수영 남자 잠영은 프랑스 파리에서 개최된 1900년 하계 올림픽 수영의 세부 종목이다. 1900년 8월 12일에 프랑스 파리에 있는 센강에서 진행되었다. 4개국에서 14명의 선수가 참가하였다. 수영한 거리(미터)의 2배와 잠수한 시간(초)을 합산하여 순위를 정했다.

## 경기 결과
잠수한 시간은 초 당 1점, 수영한 거리는 미터 당 2점으로 계산하여 순위를 정했다.
| 순위 | 선수                   | 시간(초) | 거리(미터) | 점수  |
| ---- | ---------------------- | -------- | ---------- | ----- |
| 1    | 샤를 드 벤드빌레 (FRA) | 68.4     | 60.00      | 188.4 |
| 2    | 앙드레 식스 (FRA)      | 65.4     | 60.00      | 185.4 |
| 3    | 피터 뤼케베르 (DEN)    | 90.0     | 28.50      | 147.0 |
| 4    | 드 로망 (FRA)          | 50.2     | 47.50      | 145.2 |
| 5    | 티세랑 (FRA)           | 48.0     | 30.75      | 109.5 |
| 6    | 한스 아니올 (GER)      | 30.0     | 36.95      | 103.9 |
| 7    | 메놀트 (FRA)           | 38.4     | 32.50      | 103.4 |
| 8    | 루이 마르크 (FRA)      | 32.0     | 34.00      | 100.0 |
| 9    | 페이뤼송 (FRA)         | 29.6     | 31.00      | 91.6  |
| 10   | 케세르망 (FRA)         | 56.8     | 16.10      | 88.8  |
| 11   | 르클레크 (FRA)         | 28.0     | 30.00      | 88.0  |
| 12   | 셰브랑 (FRA)           | 32.0     | 20.00      | 72.0  |
| 13   | 안데를레 (AUT)         | 22.4     | 23.50      | 69.4  |
| 14   | 외셰 (FRA)             | 23.0     | 21.50      | 66.0  |

## 메달리스트
| 종목      | 금                        | 은                   | 동                     |
| --------- | ------------------------- | -------------------- | ---------------------- |
| 남자 잠영 | 샤를 드 벤드빌레 · 프랑스 | 앙드레 식스 · 프랑스 | 피터 뤼케베르 · 덴마크 |

## 참고 문헌
- “1900년 하계 올림픽 수영 경기 결과”. 국제 올림픽 위원회. (영어)
- De Wael, Herman (2006년 2월 25일). 《Herman's Full Olympians: "Swimming 1900"》. 2008년 5월 3일에 원본 문서에서 보존된 문서. 2008년 3월 19일에 확인함.
- Mallon, Bill (1998). 《The 1900 Olympic Games, Results for All Competitors in All Events, with Commentary》. Jefferson, North Carolina: McFarland & Company, Inc., Publishers. ISBN 0-7864-0378-0.